# Люксе
Люксе́ (фр. Luxé) — коммуна во Франции, находится в регионе Пуату — Шаранта. Департамент — Шаранта. Входит в состав кантона Манль. Округ коммуны — Конфолан.
Код INSEE коммуны — 16196.
Коммуна расположена приблизительно в 370 км к юго-западу от Парижа, в 80 км южнее Пуатье, в 28 км к северу от Ангулема.

## Население
Население коммуны на 2008 год составляло 790 человек.
| 1962 | 1968 | 1975 | 1982 | 1990 | 1999 | 2008 |
| ---- | ---- | ---- | ---- | ---- | ---- | ---- |
| 795  | 777  | 710  | 751  | 733  | 755  | 790  |

## Администрация
| Период | Период | Фамилия      | Партия | Примечания |
| ------ | ------ | ------------ | ------ | ---------- |
| 1989   | 2008   | Патрик Фавро |        |            |
| 2008   |        | Мишель Мами  |        |            |

## Экономика
В 2007 году среди 425 человек в трудоспособном возрасте (15—64 лет) 304 были экономически активными, 121 — неактивными (показатель активности — 71,5 %, в 1999 году было 65,9 %). Из 304 активных работали 260 человек (146 мужчин и 114 женщин), безработных было 44 (16 мужчин и 28 женщин). Среди 121 неактивных 22 человека были учениками или студентами, 55 — пенсионерами, 44 были неактивными по другим причинам.

## Достопримечательности
- Дольмен Фолатьер (фр.). Исторический памятник с 1957 года[3]

- Могильный курган Фолатьер (фр.). Исторический памятник 1957 года[4]

- Дольмен Ла-Мот-де-ла-Гард (фр.). Исторический памятник 1889 года[5]

- Дольмен Мезон-де-ла-Вьей (фр.). Исторический памятник 1956 года[6]

## Фотогалерея
- Церковь
- Башня
- Колодец
- Дольмен Фолатьер